# Louis Serrurier
Louis Serrurier (* 23. April 1766 in Berlin; † 20. November 1813 ebenda)  war ein deutscher Kupferstecher.

## Biografie
Serrurier wurde als Carl Ludwig Söhre geboren und benutzte den Künstlernamen Louis Serrurier. Von 1783 bis 1785 besuchte er die Akademie in Berlin bereits  unter diesem Namen und nahm an verschiedenen Kursen in Zeichnen und Perspektive teil. Anschließend ließ er sich in Berlin als Zeichner und Kupferstecher nieder. Er schuf einige größere Kupferstiche von Brücken, Toren, Denkmälern und verschiedenen Gebäuden, die meist bei „Jean Morino et Comp.“ erschienen. Zusammen mit anderen Künstlern zeichnete er einige Berlin-Serien, zuerst mit Friedrich August Calau „Prospecte von Berlin“, die von Peter Haas gestochen und von „Simon Schropp et Comp.“ herausgegeben wurden. Zusammen mit Franz Catel erschienen im Verlag „Gaspare Weiss et Comp.“ eine weitere Serie von 12 Blättern, die ebenfalls von Peter Haas gestochen wurden und von denen sechs von Serrurier gezeichnet waren.